# Alosno
Alosno es un municipio español de la provincia de Huelva, Andalucía, en la comarca del Andévalo. El municipio cuenta con una población de 3982 habitantes (INE 2024). Su extensión superficial es de 191,07 km². Se encuentra situada a una altitud de 183 metros y a 40 kilómetros de Huelva.
Históricamente, el municipio ha estado muy ligado a la minería, constituyendo uno de los núcleos integrantes de la cuenca minera de Tharsis-La Zarza. Ya durante la Antigüedad la zona fue un importante distrito minero, en especial durante la época romana. Fue durante la segunda mitad del siglo XIX, tras la adquisición de las minas por la Tharsis Sulphur and Copper Company Limited cuando la zona experimentó una gran transformación. Esto supuso que tanto la demografía como la economía locales experimentaran importantes cambios, convirtiéndose Alosno en un importante centro económico de la provincia. En la actualidad las minas se encuentran inactivas, tras haber cesado progresivamente la explotación de las mismas hacia comienzos del siglo XXI.
El municipio cuenta con una entidad local autónoma, Tharsis, que en 2020 poseía una población de 1750 habitantes, casi tantos como los que habitan el núcleo principal. Esta localidad se desarrolló durante los siglos XIX y XX por la importante actividad minera desarrollada en la zona.

## Medio físico

### Ubicación
El término municipal de Alosno se encuentra en el centro de la provincia de Huelva, en la comarca de El Andévalo. Limita con los municipios de Puebla de Guzmán al este, Cabezas Rubias y Villanueva de las Cruces al norte, Calañas al este y Villanueva de los Castillejos, El Almendro y Gibraleón al sur.
| Noroeste: Puebla de Guzmán | Norte: Cabezas Rubias              | Noreste: Villanueva de las Cruces |
| Oeste: Puebla de Guzmán    |                                    | Este: Calañas                     |
| Suroeste El Almendro       | Sur: Villanueva de los Castillejos | Sureste: Gibraleón                |

## Historia
El pueblo se fundó en su emplazamiento actual en el año 1444, por traslado forzoso desde el lugar llamado El Portichuelo, distante a pocos kilómetros. El traslado se debió a la repercusión poco saludable que en sus habitantes producían las aguas ácidas procedentes de las minas, perjudiciales incluso para el ganado y la agricultura. De dicho lugar se tienen referencias desde la segunda mitad del siglo XIII en que Alfonso X El Sabio reconquistó las tierras, posteriormente pertenecientes al Condado de Niebla. A partir de 1812, con la desaparición de los señoríos, Alosno se convierte en villa, conociendo algunos momentos de máximo esplendor basados en la industria y el comercio. El carácter emprendedor y aventurero del alosnero lleva a tres de ellos (Manuel Rebollo Orta, Juan Mateo Jiménez Toronjo y Francisco Limón Borrero) a hacerse cargo de los impuestos estatales (consumos) de toda España en 1905.
Desde finales del siglo XIX hasta finales del siglo XX la economía de Alosno se basó fundamentalmente en la minería. En su término municipal se encontraban numerosos yacimientos pertenecientes a la cuenca minera de Tharsis-La Zarza, que desde 1866 pasaron a ser explotados de forma moderna por la Tharsis Sulphur and Copper Company Limited (TOS), empresa de capital británico. Esta compañía levantó numerosas instalaciones industriales por la zona, así como una línea férrea —cuyo trazado fue inaugurado en 1871— para el traslado de los minerales hasta el estuario del río Odiel. Además, la compañía minera también levantó una serie de estaciones de ferrocarril en el término municipal: Tharsis, Empalme y Alosno. Al norte de la población, en la zona de Tharsis, se levantó un poblado obrero para acoger a los trabajadores e ingenieros. Este núcleo llegó a tener una importante colonia de origen británico —pueblo nuevo de Tharsis—, la cual se organizó según propia cultura e idiosincrasia. Dentro del término municipal también estuvo activa otro yacimiento, Lagunazo, cuya explotación a gran escala se inició en 1880 por la Sociedad de Minas de Cobre del Alosno, de capital francés.
Durante la década de 1970 los yacimientos e instalaciones de la comarca pasaron a manos de la Compañía Española de Minas de Tharsis, cuyas actividades empezaron a estar estrechamente ligadas al Polo Químico de Huelva. Sin embargo, debido a la crisis en la que entró el sector desde la década de 1980, en la actualidad la actividad minera se encuentra en decadencia absoluta.

## Demografía
Alosno cuenta con una población de 3982 habitantes (INE 2024).
| Gráfica de evolución demográfica de Alosno entre 1842 y 2021                                                        |
| |
| Población de derecho según los censos de población del INE Población de hecho según los censos de población del INE |

## Economía

### Evolución de la deuda viva municipal
| Gráfica de evolución de Deuda viva del Ayuntamiento de Alosno entre 2008 y 2021                                |
| |
| Deuda viva del Ayuntamiento de Alosno en miles de Euros según datos del Ministerio de Hacienda y Ad. Públicas. |

## Administración municipal
El Pleno del Ayuntamiento de Alosno se compone de 11 concejales y actualmente está gobernado en mayoría absoluta por el PSOE, con Juan Capela Torrescusa como alcalde. La corporación municipal se compone de siete concejales del PSOE, tres de Izquierda Unida (España) y uno del PP.

### Histórico de alcaldes
| Periodo   | Nombre                       | Partido |
| --------- | ---------------------------- | ------- |
| 1979-1983 | Francisco Poleo Masera       | PSOE-A  |
| 1983-1987 | Diego Expósito García        | PSOE-A  |
| 1987-1991 | Diego Expósito García        | PSOE-A  |
| 1991-1995 | Diego Expósito García        | PSOE-A  |
| 1995-1999 | Diego Expósito García        | PSOE-A  |
| 1999-2003 | Diego Expósito García        | PSOE-A  |
| 2003-2007 | Benito Pérez Ponce           | PSOE-A  |
| 2007-2011 | Benito Pérez Ponce           | PSOE-A  |
| 2011-2015 | Diego Expósito García        | Ind.    |
| 2015-2019 | Juan Capela Torrescusa       | PSOE-A  |
| 2019-2023 | Juan Capela Torrescusa       | PSOE-A  |
| 2023-act. | Francisco José Suero Toronjo | PP-A    |

## Patrimonio

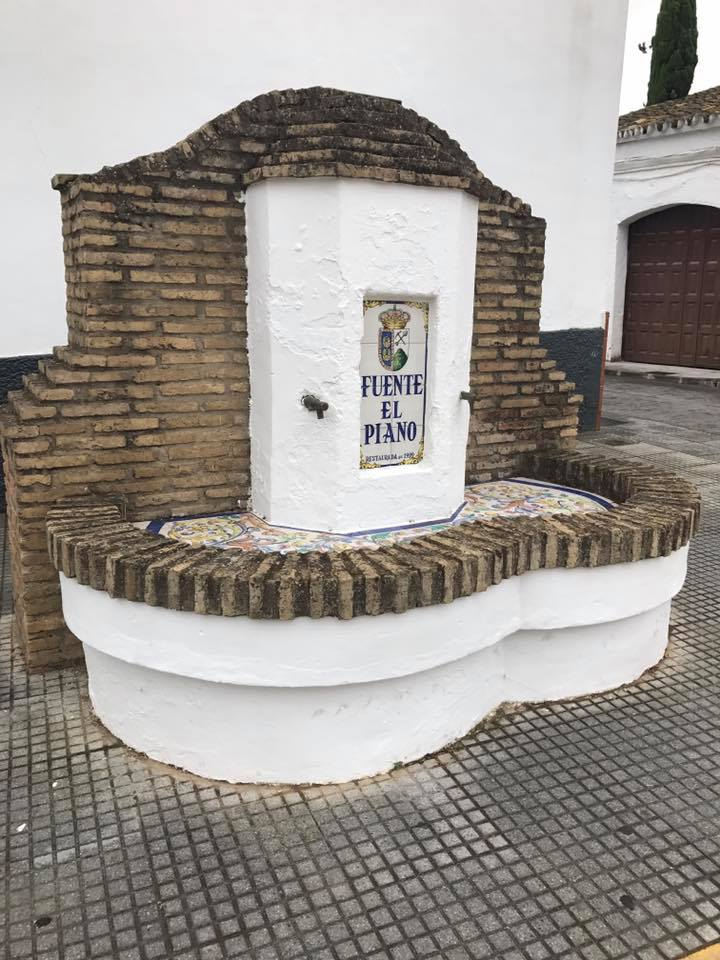
Fuente el Piano, Alosno.

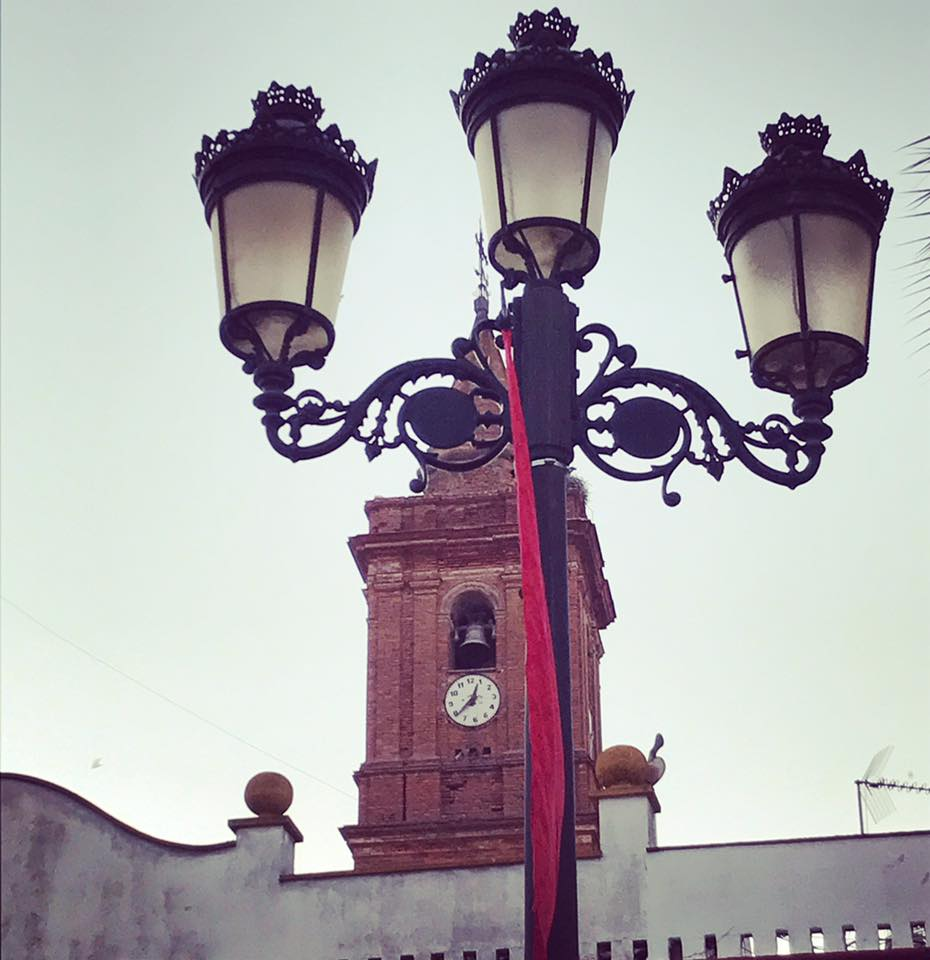
Vista de la torre de la iglesia parroquial de Alosno.

- Ermita del Señor de la Columna: Es la primera ermita extramuros construida en la provincia (siglo XVI). De arquitectura popular, consta de dos cuerpos y sacristía. En su interior se encuentra la imagen del Señor de la Columna y Cristo de las Aguas.[10]
- Iglesia Parroquial de Nuestra Señora de Gracia: Destaca entre todo el conjunto de la villa de Alosno por su ubicación y fue construida entre 1785 y 1793. De estilo renacentista de la época, edificada sobre un templo primitivo de estilo mudéjar del siglo XVI, consta de tres naves con capillas en las cabeceras y pilares como soportes.
- Convento de las Hermanas de la Caridad de Santa Ana: Esta Comunidad fue solicitada por la condesa de Barbate para trabajar en una Fundación que se había creado en Alosno. El 7 de octubre de 1951 se estableció la nueva Comunidad formada por seis Hermanas para comenzar a trabajar en unas escuelitas de párvulos, en otra profesional para jóvenes y un dispensario con cuatro camas para casos de emergencia. Todo completamente gratuito en beneficio de los pobres. La casa de las Hermanas, de estilo andaluz, causó una grata impresión completada por una capilla pequeña que invitaba al recogimiento. El 13 de noviembre se hizo apertura del curso con 120 párvulos y 24 jóvenes de 15 años en adelante. Se llamaba Colegio de San Francisco de Asís. En 1969 comenzaron a apoyar la labor apostólica de la Parroquia. De 1972 a 1975 dos Hermanas imparten clases en la Escuela Pública y en un taller de confección. En 1986, dejan de dar clases y su misión se limita a la labor apostólica y sanitaria llevada a cabo por las tres hermanas que forman la Comunidad. En 1992 amplían la Misión al hacerse cargo de la Residencia “Núñez Simón" para lo que vinieron dos hermanas. En julio de 2000 tuvo lugar la unión de la Comunidad de la Misión Rural con la Comunidad de la Residencia. Después de varias conversaciones de la Superiora Provincial con las Hermanas de las dos comunidades, se consideró conveniente que las Hermanas de la Misión Rural pasasen a vivir a la Residencia formando una sola Comunidad atendiendo desde allí la Misión Rural. El 1 de enero de 2010 se reabre esta Comunidad. En el año 2010, debido a que las Hermanas por edad ya no pueden ocuparse de los ancianos de la Residencia, vuelven a vivir en el piso de la Misión Rural, ocupándose de tareas pastorales y de acción social en Alosno, manteniendo así la presencia de la Congregación en este lugar (2015). El día 3 de enero de 2016 esta Comunidad dejó de pertenecer a la Provincia del Inmaculado Corazón de María para integrarse en la Provincia única de España de Nuestra Señora del Pilar.[11] En 2020 las hermanas dejaron su casa en Alosno, por motivos de reorganización. Casi 60 años que dejan una gran huella entre los alosneros.[12] En la actualidad, el convento se ha transformado en una casa rural que lleva por nombre "Convento Hermana Esther", en reconocimiento y homenaje a la religiosa Esther López, que estuvo en Alosno 44 años.
- Busto de Paco Toronjo: Ubicado en la calle Barrios, se trata del sentido recuerdo que el pueblo de Alosno levantó en el año 2000 en honor de uno de sus hijos más ilustres: el intérprete y creador de fandangos de Huelva más importante de todos los tiempos.

## Cultura

### Fiestas y ferias
Alosno celebra diversas festividades a lo largo del año:
- Luminarias de San Antonio Abad (enero): El día 16 de enero se hacen grandes fogatas en honor del santo (protector de los animales) por las que saltan caballos, mulos y burros para que sean protegidos de todo tipo de enfermedades.
- Semana Santa (marzo-abril): Las procesiones de Alosno comienzan cada Miércoles Santo con la salida procesional del Señor de la Sangre y María Santísima de la Soledad. El Jueves se lleva a cabo la procesión más típica de la Semana Santa Alosnera: la de los Encuentros. El viernes se traslada el Señor de la Columna a su ermita, donde permanece el resto del año hasta la Semana Santa siguiente.
- Pascua de la Lechuga (marzo-abril): El Domingo de Resurrección los alosneros se reúnen en el campo llevando un muñeco de paja que simboliza a Judas, al que se le dispara con escopetas para quemarlo al final de la celebración. Es imprescindible llevar lechuga y el típico bollo de pringue con huevos dentro.
- Cruces de Mayo (mayo): Se celebran los dos primeros fines de semana del mes de mayo. Pasadas las doce de la noche se abren las “colás”, típicamente engalanadas, en las cuales las mujeres cantan seguiriyas bíblicas y mitológicas, las bailan y tocan la pandereta alosnera al pie de la Cruz, esperando la llegada de las reuniones de hombres quienes, al son de guitarras y fandangos alosneros, van por las calles portando un canasto de caña con bebidas.
- Corpus Christi (mayo-junio): El pueblo se engalana con altares y el suelo se alfombra con helechos, juncos y romero (juncia). Al pasar la procesión los niños recogen la juncia de la calle para hacer camas y jugar con sus amigos.
- Romería de San Antonio de Padua (mayo-junio): Se celebra a finales de mayo o principios de junio. El sábado, después de la misa, la procesión recorre algunas calles del pueblo precedida por la danza de las espadas, recuperada después de cuarenta y dos años. El domingo, peregrinos y caballistas acompañan a la carreta del Simpecado camino del lugar donde se celebra la romería.Procesión de San Juan Bautista y cascabeleros.

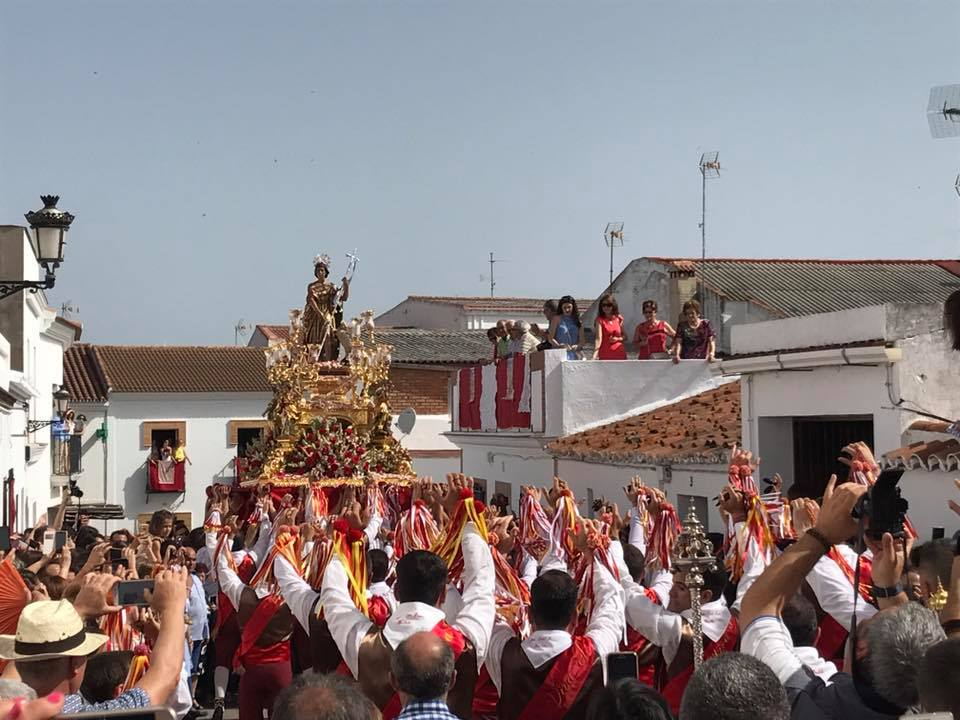
Procesión de San Juan Bautista y cascabeleros.

- Fiestas patronales de San Juan Bautista (junio): El día grande de esta fiesta es el 24 de junio, día de la festividad de San Juan Bautista. Las noches precedentes a la fiesta se realizan en la puerta de la Hermandad los ensayos de la Danza de los cascabeleros. El día 23 de junio se celebran los toques de vísperas en la Casa-Hermandad. A las cinco de la madrugada el tambor recorre las calles del pueblo tocando la Alborá en las casa de los hermanos más renombrados. El día 24, a las diez de la mañana, solemne procesión del patrón que pasa por las calles del pueblo precedida de la singular danza de los Cascabeleros. Finalizada la procesión y después de la misa, los danzantes ofrecen su danza al santo sin darle la espalda.
- Semana Cultural de la Juventud (agosto): con casi cuarenta años de historia, ha pasado a ser parte del amplio calendario festivo de Alosno. En ella los jóvenes organizan distintas actividades deportivas, culturales y recreativas (competiciones, actuaciones musicales, exposiciones, concursos, etc.).
- Las Jachas (diciembre): Se celebran el día 8 de diciembre, festividad de la Inmaculada Concepción. Las Jachas son gigantescas columnas hechas con gamones (tallos largos y secos), adornadas con banderas y papeles de colores. La noche del dí, se prenden fuego a las mismas para simbolizar la pureza de la Virgen, acompañándose la quema con cantos populares.
- Romería de La Rama (diciembre): Es una romería que se celebra a mediados de diciembre y en la que el pueblo sale al campo para recoger las ramas que adornarán los portales de Belén de cada casa.

### Cantes de Alosno
Fernando Rodríguez Gómez (1867-1940), más conocido por el sobrenombre artístico de Fernando el de Triana, cuya vida de cantaor, guitarrista y letrista discurrió entre las últimas décadas del siglo XIX y las primeras del XX, aprendió de los mejores intérpretes de su época los difíciles melismas del valiente fandango alosnero, y en el propio Alosno, según narra en su libro Arte y artistas flamencos (Madrid, 1935), siendo el primero que lo entonó y dio a conocer en los escenarios de toda España.
Los célebres cantaores Paco y José Toronjo son procedentes de Alosno.

### Danzas rituales
Alosno cuenta con tres danzas tradicionales. Son la Danza de los cascabeleros, la Danza de San Antonio de Padua y el Fandango parao. De origen incierto, La Junta de Andalucía las declaró Bien de interés cultural en la categoría de Actividad de interés etnológico en 2011, dentro del conjunto de las danzas rituales onubenses.